# Mass Effect 3
 (août 2018).
Si vous disposez d'ouvrages ou d'articles de référence ou si vous connaissez des sites web de qualité traitant du thème abordé ici, merci de compléter l'article en donnant les références utiles à sa vérifiabilité et en les liant à la section « Notes et références ».
Mass Effect 3 est un jeu vidéo de type action-RPG situé dans un univers de science-fiction développé par BioWare et édité par Electronic Arts. Le jeu est sorti le 6 mars 2012 en Amérique du Nord et les 8 et 9 mars 2012 en Europe sur Xbox 360, PlayStation 3 et PC ainsi que le 30 novembre 2012 sur Wii U. Il fait suite aux événements du dernier contenu additionnel de Mass Effect 2, L'Arrivée, et conclut la trilogie initiée avec Mass Effect.
Plusieurs mois après avoir pris d'assaut la base des Récolteurs, et mis un terme à leurs enlèvements, le commandant Shepard est jugé par ses pairs pour avoir détruit le relais Alpha (en). Si cet acte controversé a permis d'empêcher l'arrivée des Moissonneurs (en), il a notamment causé la mort de 300 000 Butariens. Au même moment, la menace que Shepard a tenté de prévenir en vain depuis trois ans frappe la Terre. Les Moissonneurs déclenche leur assaut envers toute la galaxie. Désarçonnées et non préparées, les différentes races subissent des pertes importantes, et l'espoir d'une victoire est faible. Le commandant Shepard doit rallier à sa cause l'ensemble des civilisations galactiques afin de se préparer à une offensive finale. Les événements survenus dans les deux épisodes précédents ont un impact significatif sur le déroulement de l'histoire et les relations entre les personnages.
Comme son prédécesseur, le jeu comprend un important système de contenus téléchargeables additionnels, dont notamment les contenus scénarisés From Ashes (en), Leviathan (en), Omega (en) et Citadel (en).
Mass Effect 3 a reçu de nombreuses acclamations dans tous les aspects du jeu. Cependant, sa fin a été mal accueillie par les fans. En réponse à la controverse, BioWare a sorti le contenu Extended Cut afin d'élargir la première fin.

## Trame

### Contexte
La trilogie Mass Effect relate la lutte du Commandant Shepard contre les Moissonneurs, une race de machines extraordinairement puissantes qui reviennent tous les 50 000 ans pour exterminer toute vie organique intelligente dans la galaxie.
Dans Mass Effect 2, le Normandy-SR1 est attaqué puis détruit par un vaisseau inconnu et le commandant Shepard est tué dans l'explosion. Son corps est ensuite récupéré et ramené à la vie par Cerberus, une organisation pro-humaine extrémiste dirigée par l'Homme Trouble. Shepard apprend que les Moissonneurs sont derrière l'attaque et qu'ils opèrent à distance à travers une race insectoïde, les Récolteurs, qu'ils utilisent pour enlever des colonies humaines toutes entières. Shepard doit alors recruter et gagner la loyauté de l'élite galactique pour affronter les Récolteurs en plongeant à travers le relais Oméga-4 dont personne n'est jamais revenu...
Deux modules additionnels téléchargeables permettent d'assurer la transition entre Mass Effect 2 et Mass Effect 3. Le premier, intitulé « Le Courtier de l'Ombre », permet à Liara T'Soni de régler, avec l'aide de Shepard, un conflit personnel avec le Courtier de l'Ombre, dont elle finit par prendre la place. Le second, intitulé « L'Arrivée », voit Shepard enrayer une attaque imminente de la Terre par les Moissonneurs grâce à la destruction d'un relai cosmodésique situé dans l'espace Butarien. L'opération entraine la destruction complète d'une colonie butarienne de 300 000 personnes. À la fin de l'épisode, l'amiral Hackett explique à Shepard que, même si ses actions étaient justifiées au vu des circonstances, l'ampleur des dégâts et la fureur des butariens sont telles qu'il devra rendre des comptes à l'Alliance. Cela permet d'expliquer la présence de Shepard sur Terre au début de Mass Effect 3.

### Personnages

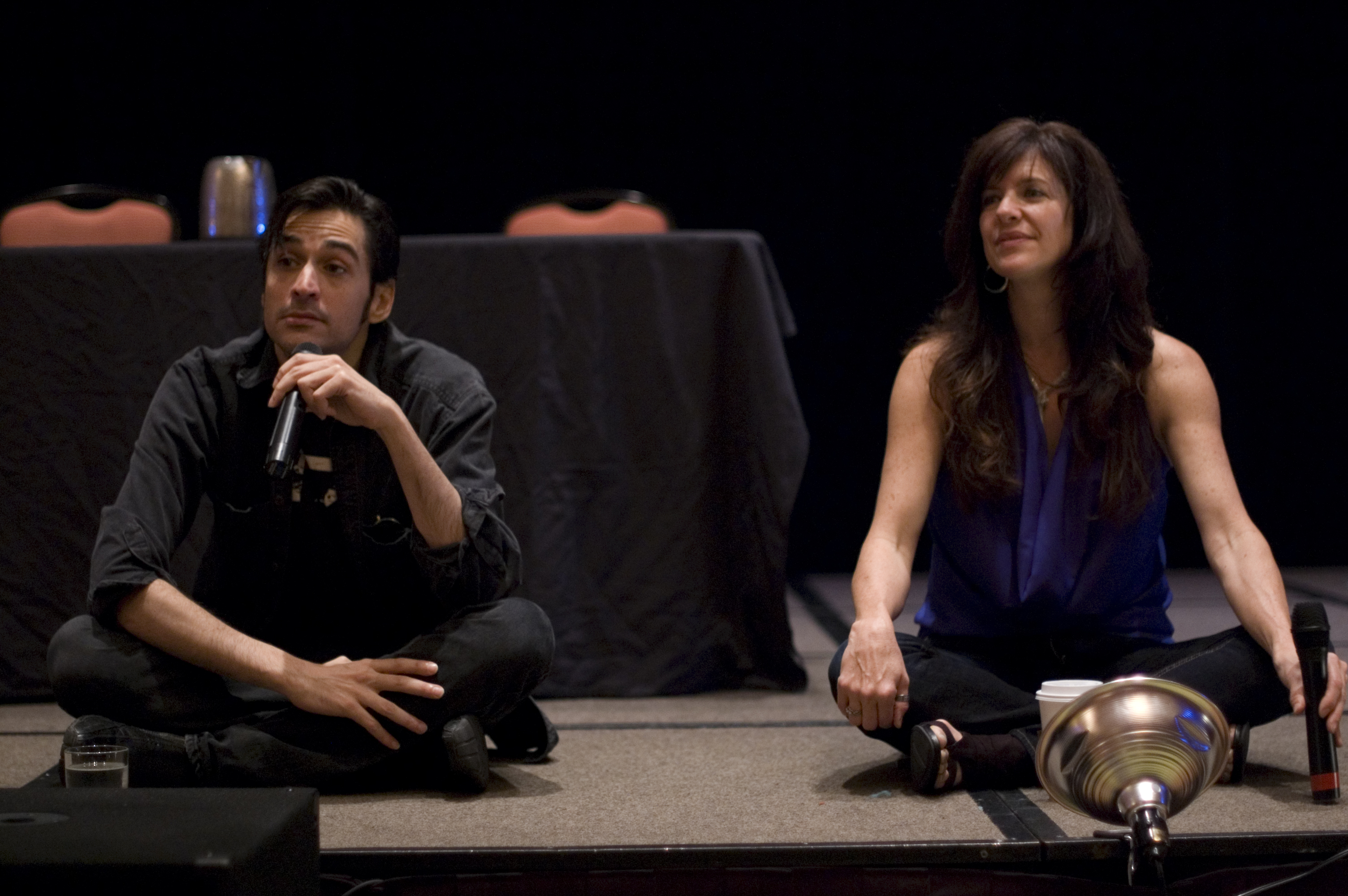
Mark Meer (gauche) et Jennifer Hale (droite), interprètent le commandant Shepard.

Comme pour les deux précédents volets, le protagoniste du jeu est le commandant Shepard (Mark Meer/ Jennifer Hale),, un officier des forces armées spéciales (N7) de l'Alliance interstellaire. Si Shepard a pris part aux évènements de l'extension Arrival, il attend sur Terre d'être jugé pour la destruction du système Bahak et des 300000 colons Batarian. Sinon, il est jugé pour avoir travaillé avec Cerberus. Au même moment plusieurs Reapers lancent un assaut sur la Terre. Lors de l'attaque, Shepard se trouve avec l'amiral David Anderson (Keith David),, ce dernier décide de rester sur Terre afin de la défendre. L'amiral Steven Hackett (Lance Henriksen) tient un rôle majeur par rapport aux deux précédents volets. Shepard doit également faire face à « The Illusive Man » (Martin Sheen),, le dirigeant de l'organisation Cerberus qui tente de trouver un moyen de contrôler les Reapers ainsi que l'assassin Kai Leng (Troy Baker) ,. 

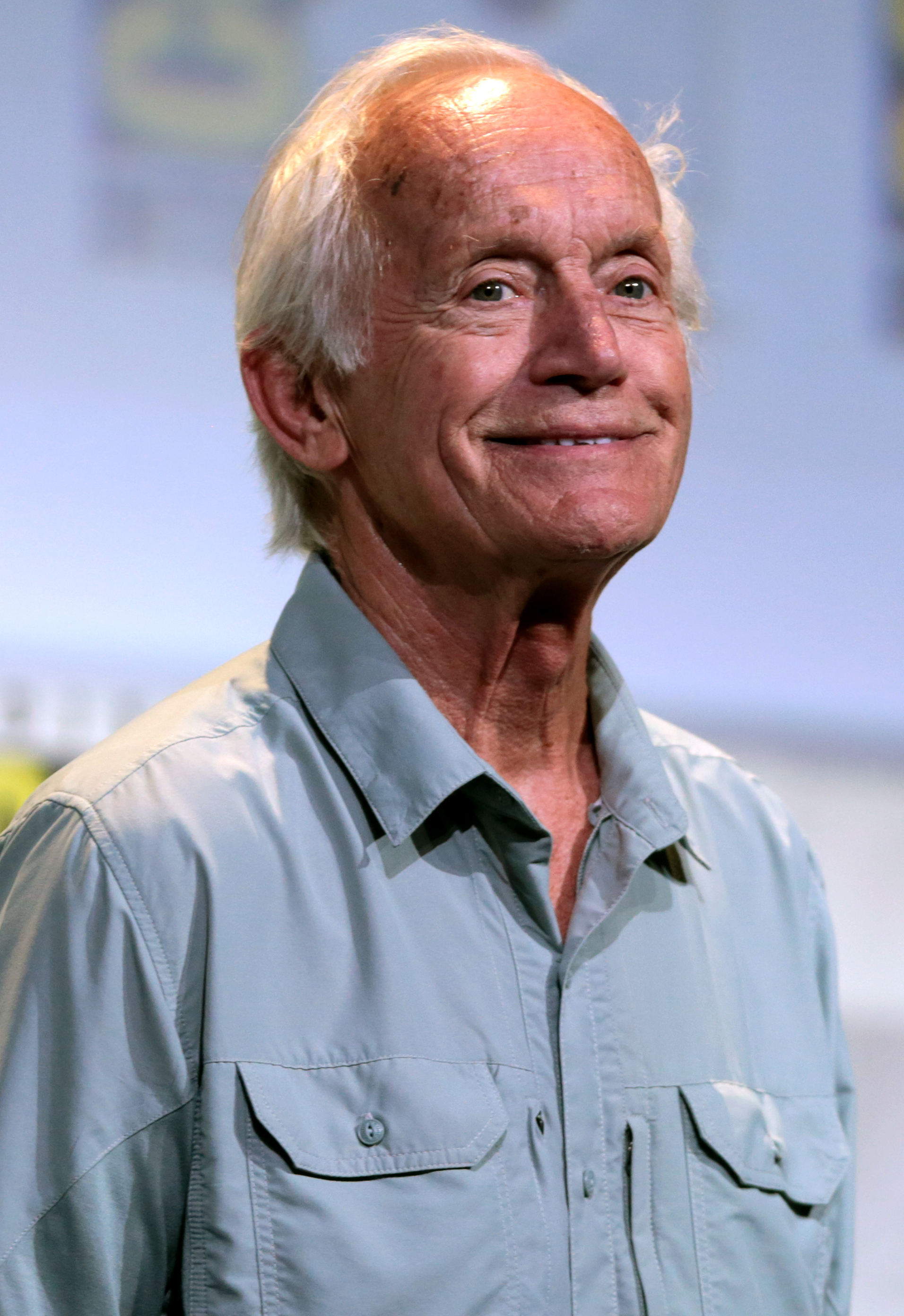
Véritable pierre angulaire de la riposte humaine, l'amiral Steven Hackett est interprété par Lance Henriksen.

Shepard rencontrera plusieurs anciens coéquipiers qui pourront se battre une nouvelle fois à ses côtés : les membres de l'Alliance Kaidan Alenko (Raphael Sbarge) ou Ashley Williams (Kimberly Brooks) sont sur le Normandy SR-2 afin d'évacuer Shepard lors de l'attaque sur la Terre ; le Turien Garrus Vakarian (Brandon Keener (en)) se trouve sur la lune de Palaven, sa planète natale, pour défendre cette dernière de l'attaque des Reapers ; le Dr Liara T'Soni (Ali Hillis), est sur Mars, tentant de trouver un moyen d'arrêter les Reapers ; et Tali'Zorah nar Rayya (Liz Sroka) se trouve sur la flotte Quarienne qui tente de reprendre Rannoch, leur planète natale envahie par les Geths. EDI (Tricia Helfer), (Enhanced Defense Intelligence), l'intelligence artificielle du Normandy SR-2 dans Mass Effect 2 se voit doter d'un corps et devient également une coéquipière. Les autres nouveaux coéquipiers de Sherpard sont le lieutenant humain James Vega (Freddie Prinze Jr.), ainsi que le Prothean Javik (Ike Amadi (en)), disponible grâce à l'extension From Ashes. L'extension Omega permet à Shepard de faire équipe avec Aria T'Loak (Carrie-Anne Moss) et Nyreen Kandros (Sumalee Montano) afin de reprendre la station spatiale Oméga,,.

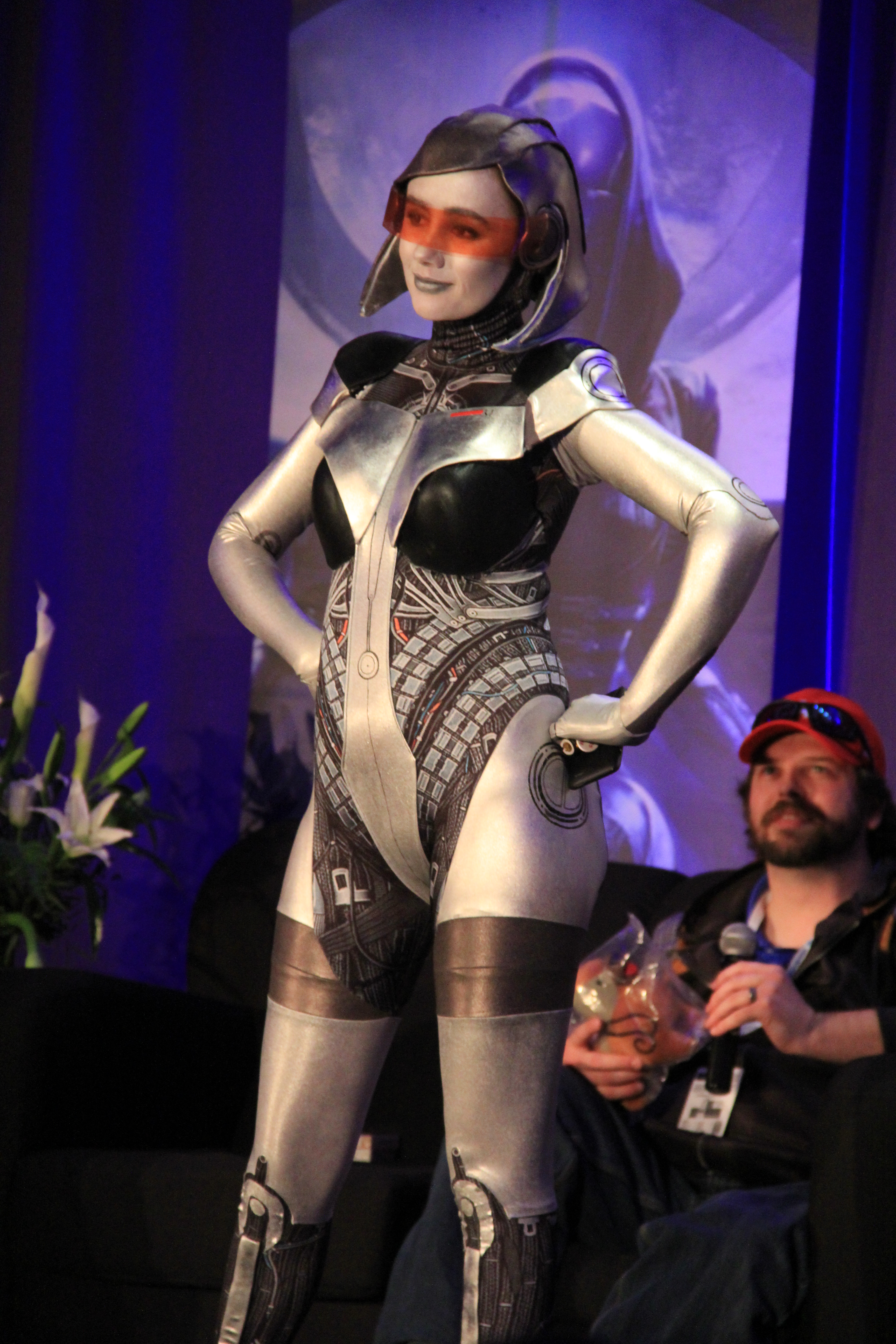
Simple voix dans le précédent volet, EDI a maintenant un corps.

Pour ce qui est de l'équipage du Normandy SR-2, le pilote Jeff « Joker » Moreau (Seth Green), est toujours présent, ainsi que les ingénieurs Kenneth Donnelly (John Ullyatt) et Gabriella Daniels (Dannah Feinglass (en)). Shepard peut choisir entre le Dr Karin Chakwas (Carolyn Seymour) ou le Dr Chloe Michel (Jan Alexandra Smith) pour s'occuper de l'infirmerie. Absent dans le précédant volet, Greg Adams (Roger L. Jackson) fait son retour. Parmi les nouveaux membres se trouvent notamment Samantha Traynor (Alix Wilton Regan) qui tient un rôle plus ou moins similaire que celui du quartier-maître Kelly Chambers (Cara Pifko), Steve Cortez (Matthew Del Negro), qui amène Shepard et son équipe à l'emplacement des missions, ainsi que Diana Allers (Jessica Chobot (en)), une correspondante de guerre pour la chaine Alliance News Network,. 

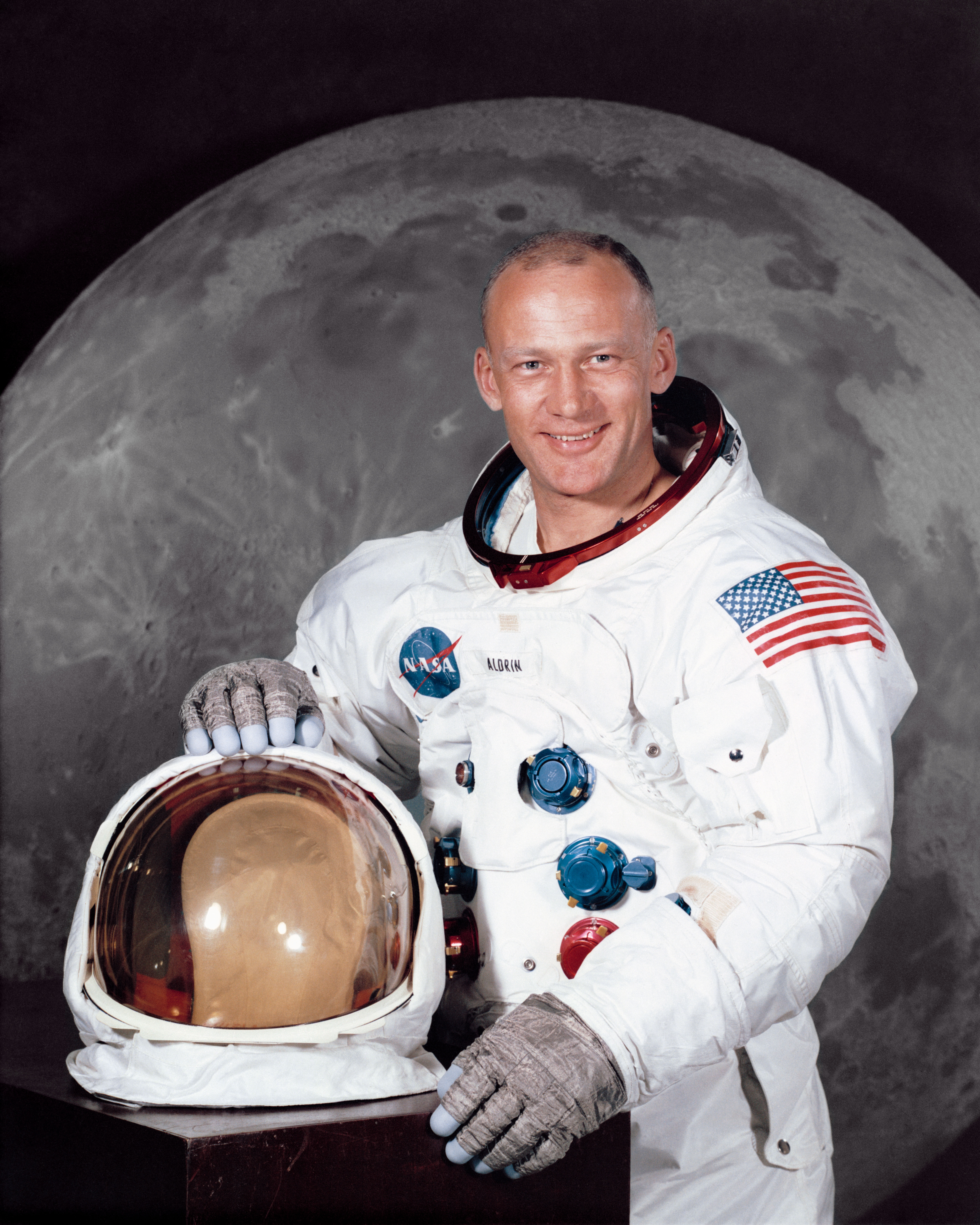
Buzz Aldrin interprète la version masculine de l'astronome.

Les autres membres qui ont survécu à la « mission suicide » du second volet reviennent également : Miranda Lawson (Yvonne Strahovski) tente de sauver sa sœur, Oriana (Laura Bailey), kidnappée par leur père, Henry Lawson (Alan Dale) ; le scientifique Salarian Mordin Solus (William Salyers) tente de soigner le génophage grâce à la Krogan Eve (Lani Minella (en)) ; l'assassin Drell Thane Krios (Keythe Farley (en)) se trouve au Huerta Memorial Hospital des suites de sa maladie ; la Justicar Asari Samara (Maggie Baird) tente de sauver d'une attaque des Reapers ses filles Falere et Rila, qui vivent en exil au Monastère Ardat-Yakshi sur la planète Lesuss ; Jacob Taylor (Adam Lazarre-White) protège des scientifiques qui ont quitté Cerberus ; Kasumi Goto (Kym Hoy) détient des informations sur le possible endoctrinement d'Hanar ; Jack (Courtenay Taylor (en)) entraine des étudiants à la Grissom Academy ; Grunt (Steve Blum) dirige la Aralakh Company et enquête sur la disparition d'éclaireurs Krogans sur la planète Utukku ; Zaeed Massani (Robin Sachs) chercher à entraver Cerberus ; et le Geth Legion (D. C. Douglas (en)), qui selon les évènements du second volet, est remplacé par le Geth VI ou devient un assassin,.
Parmi les différentes races qui luttent, Shepard pourra de nouveau croiser Urdnot Wrex (Steven Barr (en)) et/ou son frère Urdnot Wreav qui tentent de soigner le génophage avant de prendre part à la lutte ; les amiraux Quariens Daro'Xen vas Moreh (Claudia Black), Zaal'Koris vas Qwib-Qwib (Martin Jarvis), Han'Gerrel vas Neema (Simon Templeman) et Shala'Raan vas Tonbay (Shohreh Aghdashloo) ; ainsi que de nouveaux personnages dont le général Turien Victus (Daniel Riordan (en)) et la Salarian Dalatrass Linron (Grey Delisle). Reviennent également le membre du conseil Donnel Udina (Bill Ratner (en)) et Armando-Owen Bailey (Michael Hogan) tous deux présent sur la Citadelle,. 
Buzz Aldrin, l'un des trois membres de la mission Apollo 11  interprète la version masculine de l'astronome que l'on peut apercevoir à la fin du jeu. Christine Dunford (en) interprète sa version féminine.

### Scénario

#### Prologue
Mass Effect 3 débute sur Terre alors que le commandant Shepard est mis à pied, a priori en raison des évènements de « L'Arrivée ».

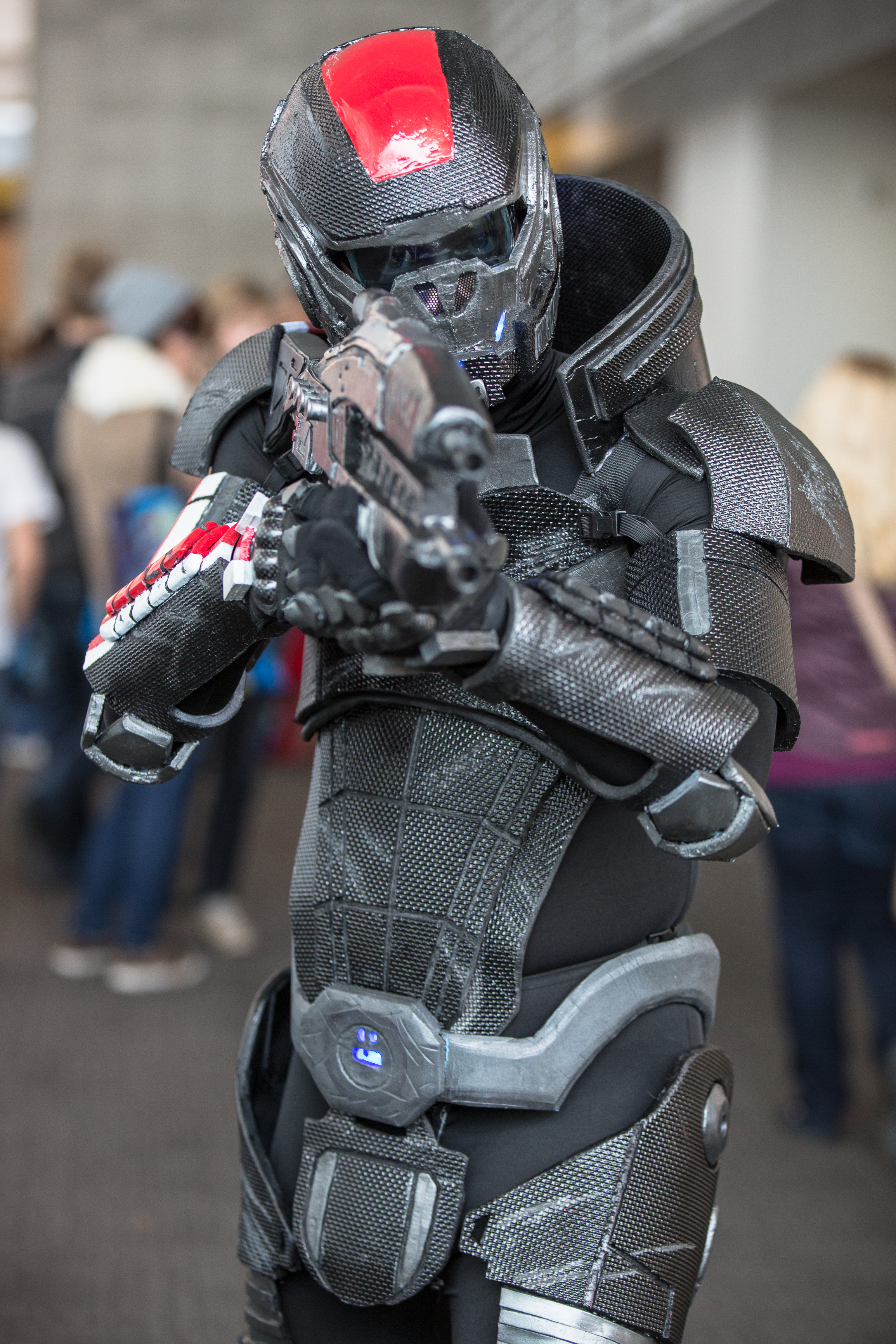
Cosplay du commandant Shepard portant une armure de l'Alliance interstellaire.

Au début du jeu, Shepard et l'amiral Anderson sont convoqués à une réunion avec les chefs de l'Alliance, confrontée à une menace encore non identifiée mais de grande ampleur qu'on devine être les Moissonneurs. C'est précisément au moment où se tient cette réunion que les Moissonneurs
lancent une attaque massive de la Terre dont les défenses sont rapidement submergées. Devant l'ampleur de l'offensive, Shepard est contraint de fuir la planète dans le but d'obtenir de l'aide des principales civilisations galactiques alors qu'Anderson demeure sur Terre pour coordonner la résistance.
Avant que Shepard ne quitte le système solaire, l'amiral Hackett, qui commande l'ensemble des flottes de l'Alliance, ordonne à Shepard de se rendre sur Mars où l'Alliance mène des recherches sur des archives prothéennes avec pour objectif de trouver des informations sur les Moissonneurs et les moyens de les combattre. Là, Shepard se trouve confronté à Cerberus dont les agents cherchent à s'emparer des informations de l'Alliance. Avant de quitter Mars, Shepard a une communication avec l'Homme Trouble qui lui révèle que Cerberus cherche à contrôler les Moissonneurs plutôt qu'à les détruire. La mission sur Mars se révèle fructueuse puisque les données récupérées contiennent le plan d'une arme massive — que l'Alliance baptisera  « le Creuset » — susceptible de détruire les Moissonneurs.

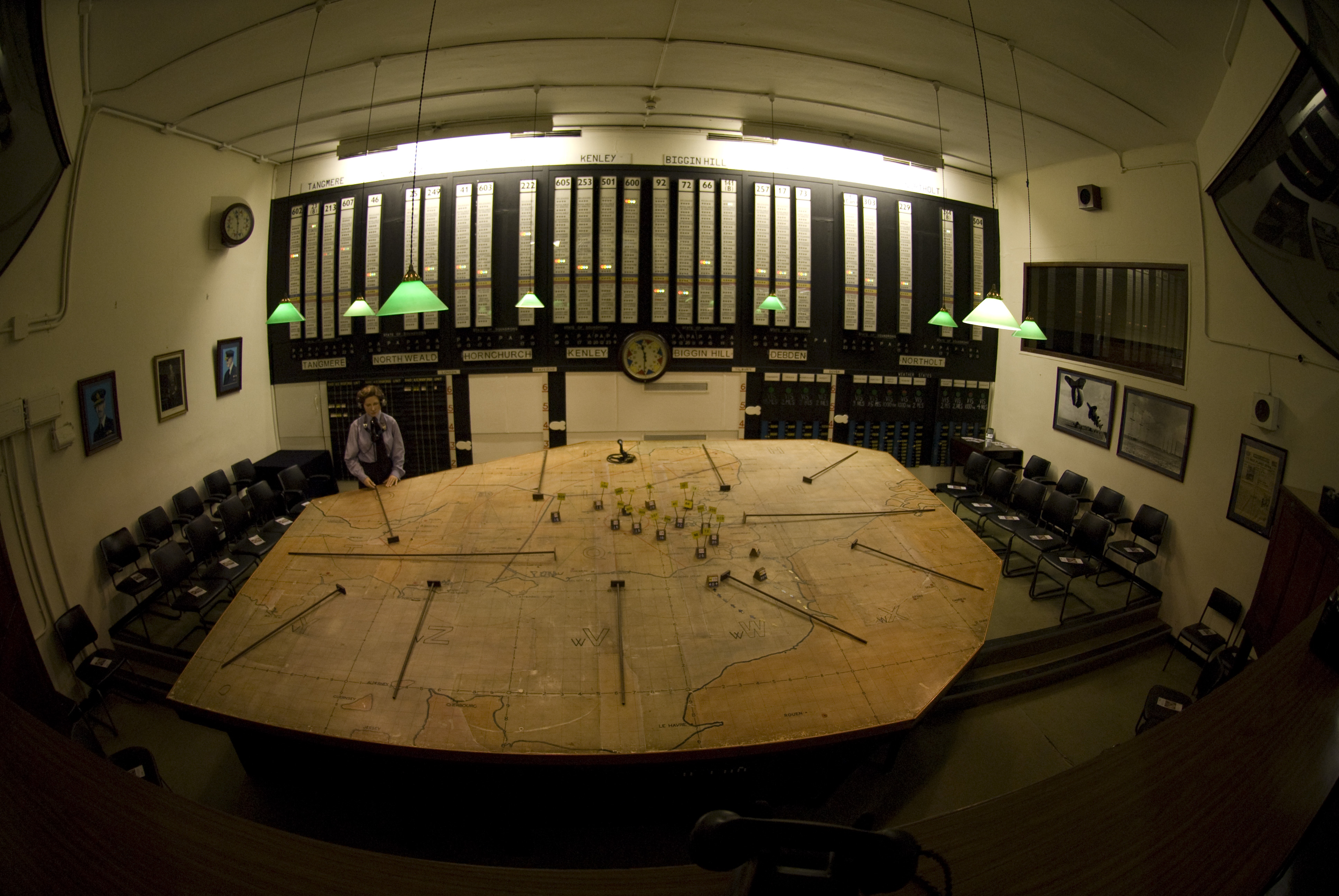
Parmi les modifications apportées au Normandy SR-2, ce dernier se voit doté d'une table de guerre.

Shepard se rend ensuite sur la citadelle pour une entrevue avec le Conseil dont il ressort que les membres, eux-mêmes confrontés à la menace des Moissonneurs, ne sont pas prêts à venir en aide à la Terre. Ce prologue se conclut par une séquence de rêve.
À partir de là, le jeu consiste pour Shepard à obtenir le soutien des principales civilisations galactiques, en leur apportant son aide, et à rassembler des ressources pour la construction du Creuset. Dans toutes ses actions, Shepard est confronté à Cerberus, qui cherche le moyen de contrôler les Moissonneurs, et aux agents des Moissonneurs (voire aux Moissonneurs eux-mêmes dans certains cas).
De façon plus précise, après le prologue constitué par le début sur la Terre, la mission sur mars et le premier passage de Shepard sur la citadelle, le scénario de Mass Effect 3 peut être divisé en trois grandes parties, entre lesquelles s'intercalent deux nouvelles séquences de rêve.

#### Déroulement
La première partie voit Shepard s'impliquer dans les relations entre Turiens, Galariens et Krogans, extrêmement tendues depuis la « Rébellion krogane ». À la fin de cette partie, Shepard, revenu sur la citadelle à la demande du conseiller galarien qui craint une trahison, contrecarre une tentative de renversement du Conseil menée par le membre humain du Conseil, Donnell Udina, qui s'est rallié à Cerberus.
La deuxième partie concerne les Asaris, les Quariens et les Geths. Elle conduit Shepard à intervenir dans la guerre entre Quariens et Geths, les premiers ayant profité du tumulte provoqué par l'invasion des Moissonneurs pour tenter de reprendre leur planète d'origine, dont ils ont été chassés par les seconds 300 ans auparavant. Shepard doit également apporter son aide aux Asaris et identifier, grâce à des informations cachées sur leur planète d'origine, Thessia, un élément clef pour la construction du Creuset, le Catalyseur. Shepard est cependant devancé par Cerberus dans la recherche du Catalyseur.

#### Épilogue
La troisième partie constitue le final du jeu et est divisée en deux phases : l'attaque de la base de Cerberus, qui permet à Shepard de récupérer les informations concernant le Catalyseur, puis l'offensive finale contre les Moissonneurs, sur Terre. Dans l'ultime séquence, Shepard se retrouve en position de décider du sort des Moissonneurs et donc du dénouement de la guerre.

## Système de jeu

### Généralités
Les choix de Mass Effect et Mass Effect 2 peuvent être importés dans Mass Effect 3 afin d'assurer une totale continuité à la saga. Près d'un millier de variables sont ainsi susceptibles d'influencer le déroulement de ce dernier chapitre. Contrairement à Mass Effect 2, Shepard débute la partie avec certains pouvoirs et la création de personnage inclut plus de possibilités, notamment de nouvelles coiffures. Les joueurs qui importent leur personnage ont également la possibilité de changer de classe. Comme pour Mass Effect 2, une fois le jeu fini, le joueur peut importer son personnage déjà complet dans une nouvelle partie de Mass Effect 3. Les romances que le joueur a conclues dans les deux premiers jeux ont une influence sur les relations entre les personnages, en particulier dans l'hypothèse où Shepard a changé de partenaire entre Mass Effect et Mass Effect 2.
Mass Effect 3 permet au joueur de visiter, pour la première fois, les mondes natals des espèces conciliennes, comme Sur'kesh pour les Galariens, Thessia pour les Asaris[réf. nécessaire] ainsi que Rannoch les Quariens. Pour Palaven, la planète natale des Turiens, il est uniquement possible de sa lune, Ménaé. Le joueur retourne également sur Tuchanka, le monde natal des Krogans aperçu dans le second volet.
Des épisodes se déroulent sur une base minière martienne, une mégalopole terrestre issue de la fusion des villes de Vancouver et de Seattle et à Londres. Le joueur retourne également sur la Citadelle et, dans le cadre d'une extension téléchargeable, sur la colonie humaine d'Eden Prime, où avait débuté Mass Effect.
Indissociable de la franchise, Mass Effect 3 conserve son menu radial pour son système de dialogues, permettant ainsi de prendre différents choix durant les conversations, que ce soit pour obtenir des informations, ou bien faire des bonnes ou mauvaises actions.
Le jeu gère un système de point militaire qui augmente suivant le nombre de personnes ralliés à la cause.
Mass Effect 3 revient à un style plus RPG que Mass Effect 2. Les arbres de compétence sont ainsi plus diversifiés et permettent au joueur de choisir entre deux possibilités à partir du niveau quatre (sur six au total) ; dans Mass Effect 2, un choix n'était proposé qu'au dernier niveau de chaque arbre. L'amélioration des armes fait également son retour. Les joueurs peuvent ainsi modifier les capacités et l'apparence de leur arsenal en rajoutant des viseurs, des canons et d'autres modifications qui influent par exemple sur le nombre de munitions, la cadence de tir, ou le poids. Pour cette dernière, arrivée à un certain niveau, elle engrange des pénalités, comme un rechargement plus long des capacités. Il y a vingt-cinq améliorations au total (cinq par type d'arme), chacune avec cinq niveaux de puissance. Le scan planétaire, qui permet d'obtenir des ressources, a été complètement modifié.

### Combat

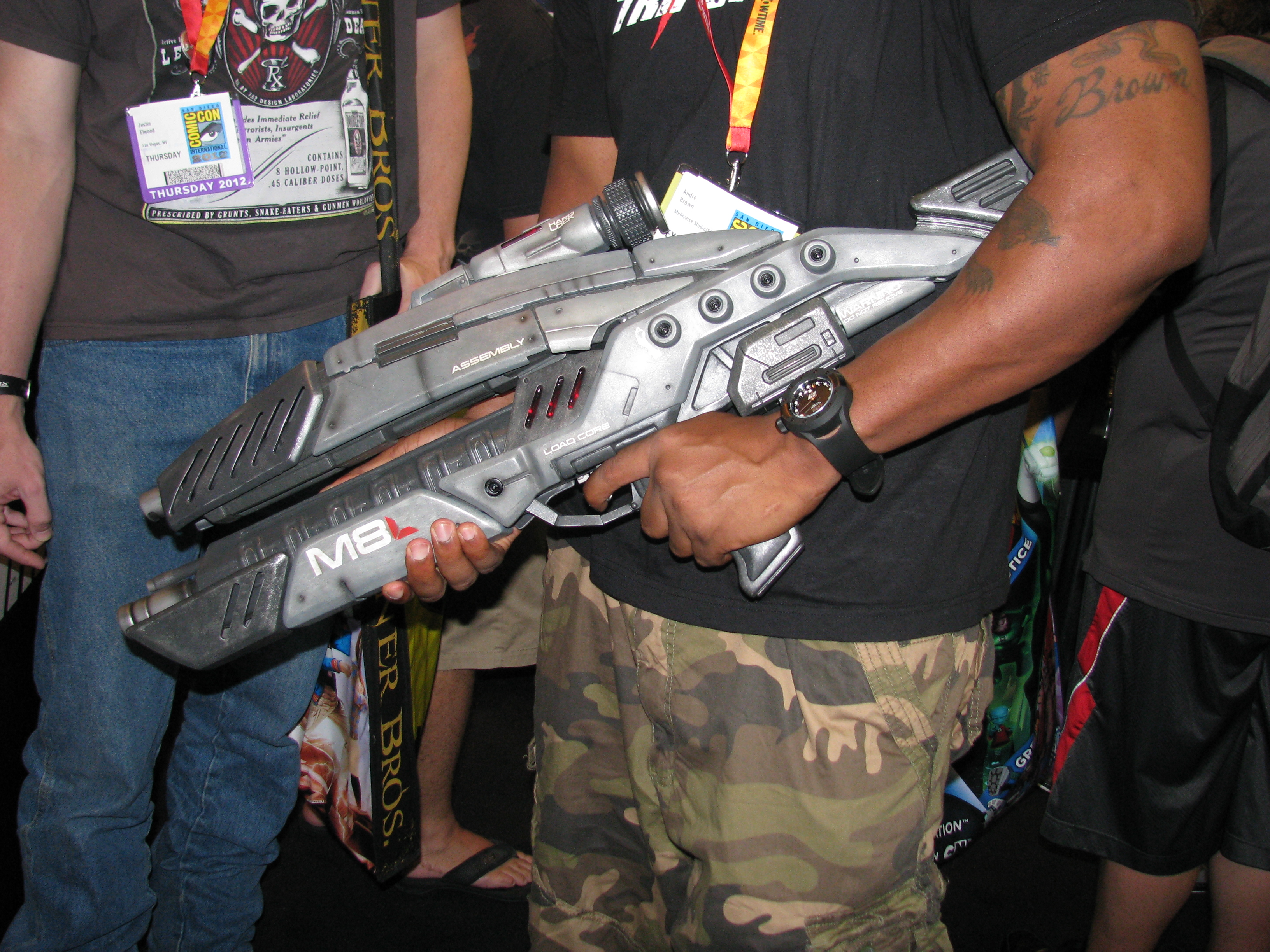
Une réplique du fusil d'assaut M-8 Avenger

Le système de combat a considérablement évolué depuis Mass Effect 2, entre autres, en mettant l'accent sur le côté de tir à la troisième personne Dans une interview pour IGN, Arthur Gies a déclaré que le jeu « se jouerait comme un jeu de tir » et que « Mass Effect 3 serait totalement différent de ses prédécesseurs en la matière ». Le système de couverture a été amélioré de telle sorte que les joueurs n'ont plus besoin de se mettre à couvert puis de sauter par-dessus l'obstacle. Les options de déplacement sur le champ de bataille ont également été revues, le sprint a été réétudié, des roulades et des possibilités d'escalade ont été ajoutées. Le joueur peut également aveugler ses adversaires et viser les points faibles de leurs armures pour réduire leur résistance. Se déplacer et tirer en même temps, tactique pour le moins suicidaire dans Mass Effect 2, est possible dans Mass Effect 3, grâce au nouveau système de mêlée et de corps à corps. Les joueurs sont ainsi capables d'exécuter des prises et des coups propres à chaque classe. Par exemple, le Soldat peut délivrer des décharges mortelles à travers une lame énergétique, extension de l'Omni Tech, déployée au niveau du poignet. Il peut également lors qu'il est en mode couverture, agripper un ennemi. Des grenades font également leur apparition et certaines classes se voient attribuer de nouvelles capacités comme les Ingénieurs qui peuvent poser des tourelles de défense.
Les développeurs ont fait de Mass Effect 3 le jeu le plus difficile de la série en améliorant l'intelligence artificielle de celui-ci,. Ainsi, les ennemis n'agissent plus indépendamment les uns des autres comme dans les deux premiers opus mais vont plutôt s'organiser en petites unités. Les ennemis seront variés : des Mécas Cerberus de 4 mètres, des troupes de choc aux allures de ninjas, des zombies endoctrinés issus de différentes espèces et des Moissonneurs dont la taille varie entre 500 mètres et 2 kilomètres.
La campagne du jeu offre se décline en trois modes. Un mode Action où les répliques des dialogues sont automatisées et la difficulté des combats normale. Un mode Histoire dans lequel les dialogues sont entièrement manuels et la difficulté des combats minimisée. Le mode RPG, quant à lui, allie des dialogues manuels à une difficulté normale de combat, dans la plus pure tradition de la saga Mass Effect.

### Multijoueur
Mass Effect 3 propose également un mode multijoueur en coopération baptisé « Galaxy at War ». Dans ce mode, quatre joueurs sont associés pour accomplir une mission de combat spécifique au mode multijoueur. Chacune d'elles consiste à affronter et repousser dix vagues d'ennemis. Pour certaines vagues d'ennemis, un objectif additionnel est fixé, qui doit être réalisé dans un temps limité : éliminer quatre ennemis spécifiques dans la zone ; activer ou désactiver 4 modules ; ou pirater un terminal de données. Les missions se terminent par une phase d'extraction qui impose aux joueurs de se rendre dans une zone précise et d'y résister pendant deux minutes à une onzième vague d'ennemis.
En terminant ces missions, le joueur augmente ses chances d'atteindre la fin parfaite du jeu mais elles restent cependant optionnelles.
Aucun personnage de la campagne solo n'apparaît dans ce mode. Ainsi chaque joueur y crée un nouvel avatar qui peut prendre une apparence humaine ou alien (Asaris, Turiens, Galariens, Krogans et Drells notamment). Chaque race possède des pouvoirs uniques telles que Charge Krogane pour les Krogans et des mouvements spéciaux à découvrir pour les Drells et les Humains. Ces personnages multijoueurs peuvent évoluer jusqu'au niveau 20 au travers d'un arbre de compétences comme dans la campagne solo.
Le multijoueur n'autorise le port simultané que de deux armes et le système de sélection ne passe pas par la roue habituelle mais par le maintien d'un bouton. Le jeu multijoueur disposera également d'un chat audio permettant de discuter avec les autres membres de son équipe. La touche par défaut à maintenir est "Tabulation". Un chat écrit sera normalement présent, principalement destiné pour les malentendants.

## Développement

### Annonce
Le développement de Mass Effect 3 a a priori débuté juste après la sortie de Mass Effect 2. Le chef de projet de la série Mass Effect, Casey Hudson, l'a en effet révélé lors du Consumer Electronics Show de janvier 2010 où il a également déclaré que BioWare souhaitait que l'ensemble de la trilogie se déroule sur la même génération de console, la septième. Plus tard dans le mois, au cours d'une interview pour Computer ans Videogames, Casey Hudson a révélé que le jeu sortirait pour la fin de l'année 2011 ou le début de l'année 2012.
Le 10 décembre 2010, Electronic Arts met en ligne sur son site Internet le synopsis officiel du jeu. L'article fut néanmoins retiré au profit d'une déclaration officielle durant les Spike Video Game Awards suivie d'une annonce de sortie pour l'hiver 2011 et d'un premier trailer. On[Qui ?] y apprend que dans l'histoire de Mass Effect 3 la Terre aura probablement une place importante.
Les premières informations détaillées concernant le développement du jeu commencèrent à filtrer le 20 avril 2011 quand le site belge 4gamers.be rapporta que BioWare avait travaillé en collaboration avec DICE, les développeurs de Battlefield, pour optimiser les sons des armes. Le même jour, Game Informer révéla les premières captures d'écran du jeu pour préparer leur Une du 10 mai 2011. Le 3 mai, IGN annonça la présentation et la démonstration du jeu par Electronic Arts au prochain E3. Le jour suivant BioWare annonçait que le créneau de sortie du jeu était repoussé à début 2012 pour, en partie, toucher une plus large part de marché. Le 1er juin, le magasin en ligne d'EA Games mit en ligne par erreur un artwork du jeu révélant des fonctions Kinect. L'artwork fut retiré ultérieurement.
Ce fut à l'E3 2011 que BioWare confirme ces fonctions à travers une vidéo de gameplay. L'entreprise y révèle également l'édition collector du jeu, un artwork susceptible d'en devenir la jaquette officielle ainsi que la date de sortie officielle américaine : le 6 mars 2012. Pour la première fois, les fans purent assister aux premières vidéos de gameplay du jeu, notamment une démonstration de 15 minutes supervisée par Casey Hudson. Au Comic-Con 2011, les joueurs eurent l'occasion de jouer à une version démo du jeu[source secondaire souhaitée]. Hudson et le scénariste en chef, Mac Walters étaient tous deux présents, le premier au stand de Legendary Pictures pour parler du projet de film Mass Effect et le second au stand de The Dark Horse Comics. À la gamescom 2011, un nouveau trailer fut présenté, laissant entrevoir 50 secondes de gameplay de combat. Une démonstration du jeu eut également lieu à la PAX Prime 2011[pertinence contestée].
Le 17 juillet 2011, à l'occasion du 10000e abonné de leur compte Twitter, la toute première image de James Vega, le nouveau personnage, fut révélée par les développeurs[pertinence contestée].
Le 13 septembre, Casey Hudson poste sur Twitter que le jeu arrivait dans sa phase finale de développement. Quelques jours plus tard, Mac Walters, scénariste, annonça que l'écriture du scénario était quasiment terminée. La musique commença à intégrer le jeu dans la même période. Le 27 octobre, les développeurs annoncent une phase d'évaluation et de réécriture à propos de certaines scènes. L'enregistrement des voix des personnages, quant à lui, entrait dans une phase de perfectionnement à partir du 7 novembre.
Le 18 janvier 2012, BioWare annonce la date de sortie de la démo du jeu, qui s'avère être le 14 février suivant. Les configurations nécessaires au fonctionnement du jeu sur PC furent également révélées[pertinence contestée].

### Production
Pour développer Mass Effect 3, BioWare a massivement utilisé les retours d'expérience donnés par les fans, stratégie déjà utilisée pour Mass Effect 2. L'équipe de développement a porté une attention toute particulière aux erreurs des deux premiers opus ainsi qu'aux échecs d'autres titres de BioWare comme Dragon Age 2.
Dans une interview pour le magazine PSM3 (en), Casey Hudson a déclaré que « le scénario de Mass Effect 3, pour résumer, se rapproche de l'esprit du premier jeu. Vous y collecterez des fragments d'histoire, plus vous les creuserez et les approfondirez, plus le jeu se dévoilera dans toute son ampleur. D'un certain point de vue c'est un schéma plus traditionnel où l'histoire évolue au fur et à mesure des découvertes. ».

### Fuites internes
Le 3 octobre 2011, un magazine sud-africain annonça la présence d'un multijoueur dans Mass Effect 3 à travers une publicité fuitée. Le 10 octobre de nombreux employés de BioWare ont confirmé de telles composantes à travers leurs comptes Twitter, confirmant des rumeurs de longue date[source secondaire souhaitée]. Le 12 octobre un trailer officiel fut lancé à travers BioWare Pulse et une démo pour les deux campagnes fut annoncée pour le mois de janvier 2012.
Le 4 novembre, une bêta privée devint temporairement accessible sur le Xbox Live. Jesse Houston, par un communiqué, annonça que cette fuite était le résultat d'une erreur humaine de Microsoft et ajouta que la démo en question était encore à un stade prématuré de son développement. Cela n'empêcha pas les fans, néanmoins, de poster des vidéos de gameplay sur YouTube. Certaines données furent mêmes extraites et analysées pour décrypter le scénario du jeu[source secondaire souhaitée]. Devant les spéculations des fans quant au scénario, Ray Muzyka et Greg Zeschuk, cofondateurs de BioWare, ont annoncé que leurs réactions seraient prises en compte pour améliorer davantage le scénario.

### Audio

#### Musique
La musique de Mass Effect 3 sera composée par Clint Mansell, déjà nommé aux Golden Globes par le passé, Christopher Lennertz, Cris Velasco, Sam Hulick et Sasha Dikicyan. Mansell l'a annoncé le premier le 9 février 2011 à l'occasion d'une interview pour le magazine en ligne The Quietus. Electronic Arts a confirmé l'information peu de temps après à travers sa page Facebook. Jack Wall, le compositeur des deux premiers jeux, n'aura aucune implication dans la production de Mass Effect 3, pour des raisons « obscures et compliquées ».

#### Bruitages
L'audio des armes a été retravaillé et peaufiné. Les équipes du son de BioWare se sont associées avec d'autres studios d'Electronic Arts, DICE notamment, pour améliorer les échantillons sonores de l'armement.

#### Attribution des rôles
En septembre 2011, Rob Blake, directeur du département audio, a annoncé sur son compte Twitter que le jeu compterait 45 000 lignes de dialogue. À titre de comparaison, les deux premiers opus n'en comptaient respectivement que 20 000 et 25 000. 
La quasi-intégralité des comédiens reviennent, dont notamment Jennifer Hale et Mark Meer dans le rôle du commandant Shepard. Le 21 mars 2011, l'actrice Tricia Helfer déclare via son compte Twitter qu'elle reprenait son rôle d'EDI et qu'elle avait déjà effectué ses premières sessions d'enregistrement. L'acteur Seth Green suivit peu après en annonçant la reprise de son rôle de Joker. La présentatrice Jessica Chobot (en) prête sa voix, ainsi que ses traits, à la journaliste Diana Allers. Mordin Solus n'est plus joué par Michael Beattie, mais par William Salyers. 
Le jeu introduit également des nouveaux personnages, impliquant ainsi la venue de nouveaux comédiens. Parmi les plus notables, Freddie Prinze Jr. prête sa voix à James Vega et Troy Baker à l'assassin Kai Leng,. Redonnant de sa voix pour le personnage de Zaeed, il s'agit de l'un des tout derniers rôles de Robin Sachs, mort l'année d'après, un mois avant la sortie du contenu téléchargeable Citadelle auquel il a participé. Ike Amadi (en) campe le Prothéen Javik, tandis que Alix Wilton Regan prête sa voix à Samantha Traynor,. Matthew Del Negro joue le lieutenant Steve Cortez[réf. nécessaire].
L'astronaute Buzz Aldrin, un des trois membres de la mission Apollo 11, interprète la version masculine de l'astronome que l'on peut apercevoir à la fin du jeu. Christine Dunford (en) interprète sa version féminine.

### Kinect
Mass Effect 3 possède des fonctionnalités Kinect, l'accessoire de reconnaissance de mouvement et vocale de Microsoft pour la Xbox 360. En effet, une démonstration  à l'E3 2011, lors de la conférence de Microsoft, montre que les joueurs pourront choisir les réponses en lisant à haute voix l'intitulé sur l'écran. De plus, il sera également possible de donner des ordres à son commando et tout cela, en temps réel.

## Accueil
Plusieurs sites Internet ont désigné Mass Effect 3 comme l'un des jeux les plus attendus de 2011, comme IGN qui l'a placé en tête de son classement des « Jeux Xbox 360 de 2011 ». En réponse à l'E3 2011, IGN l'a ensuite nommé dans les catégories « Meilleur RPG » et « Jeu le plus attendu de 2011 », EEDAR, de son côté, l'a nommé « Titre de l'année 2011 au scénario le plus prometteur ». Dans une interview pour Computer and Videogames, David Silverman, le directeur commercial de BioWare, a déclaré que « Mass Effect 3 était sûrement le meilleur jeu créé jusque-là par le studio ».
Annoncé pour la fin 2011, le jeu est finalement sorti le 6 mars 2012 en Amérique du Nord et les 8 et 9 mars 2012 en Europe. Contrairement à Mass Effect, sorti uniquement sur Xbox 360 et PC, et à Mass Effect 2, arrivé plus tardivement sur PlayStation 3, le jeu est sorti simultanément sur Xbox 360, PS3 et PC.

### Marketing
Cette section ne s'appuie pas, ou pas assez, sur des sources secondaires ou tertiaires indépendantes du sujet. Le texte peut contenir des analyses inexactes ou inédites de sources primaires.
Pour l'améliorer, ajoutez-en, ou placez des modèles {{Source secondaire souhaitée}} ou {{Source secondaire nécessaire}} sur les passages mal sourcés. (novembre 2022)
Mass Effect 3 est sorti en plusieurs éditions. En plus de l'édition simple, on trouve également une édition collector et une édition digitale deluxe, chacune des deux contenant des bonus exclusifs. Ainsi l'édition collector "N7" contient quatre armes inédites. L'édition digitale deluxe, quant à elle, n'est disponible qu'à travers Origin, le magasin en ligne pour PC d'EA.
BioWare a aussi ajouté la version féminine de Shepard au marketing de la troisième jeu de la série. Souvent désignée sous l'appellation FemShep, elle apparaît dans l'un des trailers pour le jeu et sur la boîte de l'édition collector N7 du jeu. Pour décider de l'allure de la version féminine du personnage, BioWare a lancé un double vote sur Facebook, le premier pour élire le physique du personnage et le deuxième sa couleur de cheveux. La version défaut de la version féminine est donc rousse.
Solution originale que celle choisie par BioWare sur la pochette de Mass Effect 3 pour faire apparaître les deux options concernant Shepard. Si le fait de pouvoir incarner un Commandant Shepard « féminin » n'est pas une nouveauté de Mass Effect 3, BioWare et Electronic Arts ont décidé de pousser la logique un peu plus loin avec ce troisième opus. Il sera effectivement possible de changer la pochette de son boîtier pour faire apparaître le personnage que l'on préfère. Ainsi, la pochette de Mass Effect 3 est réversible : une face est consacrée au personnage féminin et l'autre la version masculine de Shepard. Du coup, le joueur peut choisir la face qui lui convient et ainsi faire honneur à son choix dans le jeu.

### Controverse
La fin du jeu a fait l'objet d'une controverse auprès de nombreux fans (cf. Réseau social de Bioware en français et ses 200 pages de discussions, dix fois plus sur son homologue anglo-saxon). Les critiques négatives ont fusé sur un grand nombre de forums (JV, le monde.fr, ou Gamekult) ainsi que dans la presse (cf. Metacritics, Forbes) à propos du manque de variations entre les différentes fins du jeu (16 annoncées, 3 « réelles », les autres n'ayant que de petites différences entre elles), du fait que les choix faits par le joueur lors des précédents opus n'avaient pas le moindre impact, des nombreuses incohérences en rapport avec l'univers et le scénario initial du jeu (le rôle de l'énergie noire, par exemple, qui devait justifier l'arrivée des Moissonneurs) ainsi que d'un certain nombre de questions restées sans réponses (ce qui arrive aux coéquipiers, aux flottes rassemblées par le commandant Shepard),,,,.
Le 26 juin 2012 (le 4 juillet pour la PS3 en Europe), Bioware a mis à la disposition des joueurs un nouveau contenu téléchargeable visant à améliorer la fin du jeu. Dans cet ajout, Bioware répond à certaines critiques formulées par la communauté de fans sans pour autant changer la fin de l'histoire. On y voit notamment ce qui arrive aux coéquipiers lors de l'assaut final, on y apprend l'origine exacte des Moissonneurs mais les épilogues sont peu différents les uns des autres selon le choix effectué par le joueur. Pendant qu'un narrateur (IDA, Shepard ou Hackett, selon la fin choisie) exprime ses sentiments à la suite de la guerre, deux-trois diapositives montrent aux joueurs certaines conséquences de leurs actes au cours de la trilogie (que ce soit la fin du génophage krogan ou encore la nouvelle société quarienne vivant sans combinaison avec les Geth) ainsi que la vie de certains coéquipiers après la guerre, mais tout cela reste très limité et beaucoup de détails sont oubliés. Si le commandant Shepard est décédé, une courte cérémonie aura lieu à bord du Normandy en sa mémoire avant que le vaisseau ne reprenne les airs.
Ce contenu téléchargeable ajoute également une quatrième option au joueur lors de la scène finale. Outre la synthèse, la destruction ou le contrôle, le joueur peut maintenant opter pour le refus de choisir en tirant une balle sur l'enfant représentant le catalyseur. Ceci met fin aux espoirs des races de la galaxie alors que le catalyseur s'éteint et que les Moissonneurs réussiront à tout moissonner. Dans cette fin, on voit la fameuse boîte contenant l'enregistrement de Liara prévenant les générations futures de la menace des machines. Dans la toute dernière scène, celle mettant normalement en vedette un grand-père et son petit-fils sous le clair de lune dans les trois autres fins, le grand-père est remplacé par une dame qui explique à l'enfant que les archives provenant de ceux qui étaient là avant ont permis de sauver leur cycle.

## Contenus téléchargeables
Cette section ne s'appuie pas, ou pas assez, sur des sources secondaires ou tertiaires indépendantes du sujet. Le texte peut contenir des analyses inexactes ou inédites de sources primaires.
Pour l'améliorer, ajoutez-en, ou placez des modèles {{Source secondaire souhaitée}} ou {{Source secondaire nécessaire}} sur les passages mal sourcés. (novembre 2022)
Plusieurs contenus téléchargeables sont venus enrichir Mass Effect 3. Le premier, intitulé Surgi des cendres, a été publié le jour même de la sortie du jeu. Il propose une nouvelle mission permettant au joueur de revenir sur Eden Prime, là où a débuté la trilogie Mass Effect. Quatre nouveaux contenus téléchargeables ont, ensuite, étendu la campagne solo - Extended Cut, déjà mentionné, le 26 juin 2012 ; Leviathan, le 28 août 2012 ; Oméga, le 27 novembre 2012 ; Citadelle, présenté comme le dernier contenu téléchargeable pour le jeu, le 5 mars 2013 -, alors que deux autres - Firepack et Groundside Resistance Pack - lui ajoutent de nouvelles armes.
Le mode multijoueur, pour sa part, a fait l'objet de quatre contenus téléchargeables : Résurgence, publié le 10 avril 2012 ; Rebellion, le 29 mai 2012 ; Earth, le 17 juillet 2012 ; Reckoning, le 27 février 2013.

### Contenus gratuits
Sorti le 26 juin 2012, Extended Cut ajoute des cinématiques et des scènes additionnelles à la fin du jeu.
Sortis respectivement le 10 avril 2012 et le  29 mai 2012, Résurgence et Rebellion ajoutent au multijoueur des nouvelles classes, des armes et deux cartes chacun. Sorti le 17 juillet 2012, Earth ajoute trois nouvelles cartes, sept nouvelles classes de personnage, trois nouvelles armes, douze mods d'arme, onze mods d'équipement, un nouvel objectif de mission et un niveau de difficulté supplémentaire. Quant à Reckoning sorti le 26 février 2013, il ajoute des nouveaux personnages, armes, équipements et nouveaux mods d'armes.

### Contenus payants
Sorti le 6 mars 2012, Surgi des cendres offre notamment la possibilité d'avoir le prothéen Javik comme nouvel équipier.
Sorti le 28 août 2012, Leviathan permet de connaitre les origines des Moissonneurs.
Sortis respectivement le 7 août 2012 et le  16 octobre 2012, les packs Firefight  et Groundside Resistance Weapon Pack ajoutent sept armes chacun,.
Sorti le 27 novembre 2012, Omega permet de faire équipe avec Aria T'Loak qui tente de reprendre son ancienne station, tombée entre les mains de Cerberus. Pour la première fois dans la franchise, il sera possible de rencontrer une femelle turienne.
Sorti le 5 mars 2013, Citadelle permet de découvrir de nouveaux lieux de la Citadelle accompagné de plusieurs membres du Normandy et amis de Shepard.